# Michal Nedělka
Michal Nedělka (* 13. května 1964 Brandýs nad Labem) je český hudební pedagog a vysokoškolský učitel, v letech 2016 až 2024 děkan Pedagogické fakulty Univerzity Karlovy (PedF UK).

## Životopis
Narodil se v květnu 1964 v Brandýse nad Labem-Staré Boleslavi. V mládí absolvoval studium hudební výchovy a ruského jazyka. V letech 1991 až 1994 absolvoval doktorské studium v oborech hudební teorie a pedagogika na Pedagogické fakultě Univerzity Karlovy, za svou disertační práci získal od rektora Univerzity Karlovy cenu Bernarda Bolzana. Poté působil v letech 1994 až 2001 jako odborný asistent na Katedře hudební výchovy PedF UK než se v roce 2001 habilitoval a zároveň se stal vedoucím Katedry hudební výchovy na PedF UK. V roce 2006 byl jmenován profesorem a téhož roku se stal také proděkanem fakulty pro studijní záležitosti. V roce 2007 ve funkci proděkana skončil a téhož roku přestal být i vedoucím katedry. V letech 2013 až 2016 byl proděkanem fakulty pro vědu a výzkum.
V červnu 2016 byl zvolen děkanem PedF UK. Funkce se ujal v červenci téhož roku. Vystřídal tak Radku Wildovou, která již na funkci děkanky kandidovat nemohla. V lednu 2020 funkci děkana jako jediný kandidát obhájil. Ve funkci setrval do roku 2024, kdy jej vystřídal matematik Antonín Jančařík.
Ve své odborné činnosti se zabývá tématy hudební tvořivosti a improvizace, analýzou hudebních děl nebo hudebním vzděláváním seniorů.